# Браз (округ Сан-Паулу)
Браз (порт. Brás) — округ в субпрефектурі Моока в центральній частині міста Сан-Паулу, частина історичного центра міста. Це дуже відомий район через комерційну важливість, наявність промислових підприємств та близькість до адміністративних установ.
| Бразилія | Це незавершена стаття з географії Бразилії. Ви можете допомогти проєкту, виправивши або дописавши її. |